# Diplazium megaphyllum
Diplazium megaphyllum är en majbräkenväxtart som först beskrevs av John Gilbert Baker och som fick sitt nu gällande namn av Hermann Christ.
Diplazium megaphyllum ingår i släktet Diplazium och familjen Athyriaceae. Inga underarter finns listade i Catalogue of Life.